# Shipka Valley
Das Shipka Valley (englisch; bulgarisch Шипченска долина Schiptschenska dolina) ist ein 2,4 km langes und 700 m breites Tal auf der Livingston-Insel im Archipel der Südlichen Shetlandinseln. In den Tangra Mountains liegt es am Shipka Saddle zwischen den Nordhängen des Lyaskovets Peak und dem Levski Peak. Es wird von einem Gletscher eingenommen, der in den Huron-Gletscher mündet.
Bulgarische Wissenschaftler kartierten es zwischen 2004 und 2004. Die bulgarische Kommission für Antarktische Geographische Namen benannte das Tal 2005 nach dem Schipkapass in Bulgarien.